# Badanie zdolności dyfuzji gazów w płucach
Badanie zdolności dyfuzji gazów w płucach (DLCO) – badanie czynnościowe układu oddechowego oceniające ilościowo przebieg dyfuzji gazów z pęcherzyków płucnych do płucnych naczyń włosowatych podczas oddychania. Oceny dokonuje się na podstawie pomiaru różnicy między ciśnieniami cząstkowymi wdychanego i wydychanego tlenku węgla, który wykorzystywany jest w tym teście jako gaz wskaźnikowy.

## Zastosowanie
- diagnostyka oraz ocena leczenia:
  - idiopatycznych śródmiąższowych zapaleń płuc
  - sarkoidozy
  - alergicznego zapalenia pęcherzyków płucnych
  - rozlanego krwawienia pęcherzykowego
  - płucnej postaci histiocytozy X
  - limfangioleiomiomatozy
  - proteinozy pęcherzyków płucnych
  - rozedmy płuc
- kontrola działań niepożądanych leków uszkadzających płuca
- kwalifikacja do operacji torakochirurgicznych

## Przeciwwskazania
Badania nie wolno wykonywać w tych samych sytuacjach co spirometrii. Bezwzględnie badanie jest zakazane u chorych z tętniakami, leczonych w szpitalu z powodu świeżego zawału serca i udaru mózgu, u pacjentów z odmą opłucnową, wzrostem ciśnienia wewnątrzczaszkowego, niewyjaśnionym krwiopluciem, odwarstwieniem siatkówki, po operacjach okulistycznych. Badania nie powinno wykonywać się również po operacjach chirurgicznych dotyczących jamy brzusznej czy klatki piersiowej, u pacjentów z uporczywym kaszlem oraz niepotrafiących zatrzymać powietrza przez 10 sekund podczas maksymalnego wdechu.

## Stopień upośledzenia DLCO
Nasilenie upośledzenia dyfuzji gazów w płucach podzielono na stopnie w zależności od tego, jaki procent wartości należnej (czyli średniej wielkości zdolności dyfuzyjnej w populacji zdrowej) stanowi wynik badania:
| stopień upośledzenia | procent wartości należnej |
| -------------------- | ------------------------- |
| Norma                | ≥ 75%                     |
| Lekki                | 74-60%                    |
| Średni               | 59-50%                    |
| Ciężki               | < 50%                     |